# باشگاه فوتبال ویستا توربین
باشگاه فوتبال ویستا توربین یک باشگاه فوتبال در شهر تهران، ایران است. ویستا توربین در سال ۱۴۰۰ به لیگ دسته اول صعود کرد.